# Naranjil
Naranjil är en ort i Mexiko.   Den ligger i kommunen Tumbalá och delstaten Chiapas, i den sydöstra delen av landet, 800 km öster om huvudstaden Mexico City. Naranjil ligger 101 meter över havet och antalet invånare är 249.
Terrängen runt Naranjil är varierad. Runt Naranjil är det ganska tätbefolkat, med 56 invånare per kvadratkilometer. Närmaste större samhälle är Joshil, 17,7 km sydväst om Naranjil. I omgivningarna runt Naranjil växer i huvudsak städsegrön lövskog.